# 亞的斯亞貝巴條約
亞的斯亞貝巴條約於1896年10月簽訂，廢除了烏查里條約，正式結束了第一次意大利埃塞俄比亞戰爭，條約內容對埃塞俄比亞有利。根據該條約，意大利王国承認埃塞俄比亞是一個獨立國家，並劃定與意大利控制的厄立特里亞接壤邊界。1896年3月，由孟尼利克二世指揮的埃塞俄比亞部隊在阿杜瓦戰役中贏得決定性的勝利，條約在戰役結束後簽署。